# Pleione formosana
A Pleione formosana a kosborfélék vagy orchideafélék (Orchidaceae) családjába tartozó Pleione nemzetség egyik faja. Az egyik leggyakrabban vett tibetiorchidea-féle.

## Előfordulása
Ázsiában, azon belül Kínában és Nepálban őshonos, ahol a Himalája hegyvonulataiban élnek egészen a hóhatárig.

## Jellemzése
A tibetiorchideák álgumós növények, ami azt jelenti, hogy minden ősszel visszahúzódnak és minden tavasszal kihajtanak. Ebben jelentősen eltérnek a többi orchideafajtól, életműködésük inkább hasonlít a hagymás növényekéhez. A virág mindig a levelek előtt nyílik a tavasz során. Általában rózsaszín vagy fehéres, de létezik sárga virágú faj is. A mézajak különösen nagy. Nyáron jelennek meg a széles szép levelek, amik egészen őszig nem húzódnak vissza.

## További információ
- https://books.google.hu/books?hl=hu&id=557KJL0TC48C&q=Pleione#v=snippet&q=Pleione&f=false